# Carl Emil Dahlerup
Carl Emil Dahlerup (* 31. Oktober 1813 im Hillerød, Dänemark; † 21. Juli 1890 in Odense) war zwischen 1849 und 1861 Amtmann der Färöer.
Carl Emil Dahlerup war der Sohn von Vilhelmine Marie, geb. Birch (1776–1850) und Hans Jensen Dahlerup (1758–1838). Verheiratet war er mit Cathrine, geb. Schram. Der Seeoffizier Baron Hans Birch Dahlerup (1790–1872) war sein Bruder. 
Nach dem Abitur 1831 machte er 1836 sein juristisches Examen. Bis 1841 arbeitete er beim Landvoigt in Hillerød, danach bis 1849 war er Leiter des Rechnungshofs in Odense. 1849 ging er auf die Färöer, wo er dänischer Gouverneur wurde (bis 1861). Ab 1852 war er auch Vorsitzender des wieder eröffneten Løgtings, und 1855–1863 Mitglied des dänischen Landstings. 
Dahlerup war ganz im Gegensatz zu seinem Vorgänger Christian Pløyen nie beliebt unter den Färingern. Seit der Wiedereröffnung des Løgtings blockierte er dessen Arbeit, und 1860 verließen zwölf Abgeordnete zusammen mit Propst Andreas Djurhuus das Løgting und beschwerten sich bei König Frederik VII., sodass Dahlerup versetzt wurde. In Odense wurde er Landvoigt.
Dahlerup schrieb unfreiwillig Philateliegeschichte, als er am 5. Januar 1852 einen Brief an seinen jüngeren Bruder, einen Pfarrer in Ærøskøbing schickte, das damals zum Herzogtum Schleswig gehörte. Die Sendung ist der erste bekannte Brief von den Färöern, der mit einer Briefmarke versehen war, und es ist gleichzeitig die erste Sendung mit einer dänischen Briefmarke, die durch das Ausland gelaufen ist. Der Brief trägt Transitstempel von Lerwick (7. oder 27. Januar), London (9. Februar) und Altona (13. Februar). Einen Transit- oder Eingangsstempel von Dänemark bekam er nicht. 2003 wurde die Sendung für 27.000 Euro versteigert.